# Edward A. Calahan
Edward Augustin Calahan (* 1838 in Boston; † 12. September 1912 in Brooklyn) erfand 1863 den Stock Ticker (Börsenfernschreiber).

## Leben
Calahan wurde in Boston, Massachusetts, geboren. Da er Teil eines modernen Unternehmens sein wollte, verließ er die Schule im Alter von elf Jahren und wurde Telegrafist bei der Firma, aus der später die Western Union Company wurde. Während er als leitender Telegrafist im New Yorker Büro von Western Union arbeitete, inspirierte ihn eine zufällige Begegnung mit einer Gruppe eiliger Botenjungen in der Nähe einer der vielen New Yorker Vermittlungsstellen dazu, die Kommunikation an der Börse zu verbessern. Vor Calahans Erfindung überbrachten Boten die aktuellen Kurse vom Börsenparkett in die Büros der Makler. Mit dem Börsenticker konnten die Börsen den Namen und den Preis jeder verkauften Aktie telegrafisch übermitteln. Die erweiterten Kommunikationsmöglichkeiten ermöglichten es der NYSE, den Auftragsfluss zu zentralisieren und die Liquidität zu verbessern, was ihr Wachstum ankurbelte und das Geschäft konsolidierte, das auf viele lokale Börsen verteilt war.
In Zusammenarbeit mit George B. Field erfand Calahan auch das pneumatische Telegrafiesystem, das erste Telekommunikationssystem, das die Kommunikation von einer zentralen Station zu mehreren Punkten innerhalb eines Bezirks ermöglichte.